# Pontificio Consejo para la Pastoral de los Emigrantes e Itinerantes
El Pontificio Consejo para la Pastoral de los Emigrantes e Itinerantes (en latín: Pontificium Consilium de Spirituali Migrantium atque Itinerantium Cura; en italiano: Pontificio consiglio della pastorale per i migranti e gli itineranti) fue un organismo de la Curia Romana. Fue suprimido el 1 de enero de 2017 y sus competencias fueron asumidas por el Dicasterio para el Servicio del Desarrollo Humano Integral.

## Historia
Con el motu proprio Apostolicae Caritatis, del 19 de marzo de 1970, el Papa Pablo VI estableció la Pontificia Commissio de Spirituali Migratorum atque Itinerantiun Cura, con la tarea destinada al estudo y la aplicación de la pastoral para las personas en movimiento: emigrantes, exilados, refugiados, prófugos, pescadores y navegantes marítimos, los que trabajan con los transportes en carretera y en los parques de diversiones, nómadas, circenses, peregrinos y turistas. En fin, para todos aquellos grupos de personas que, de manera diferente, están envueltos en el fenómeno de la movilidad humana, como los estudiantes extranjeros, los operadores y los técnicos,  los cuales deben trasladarse de un país a otro para los grandes trabajos o investigaciones científicas a nivel internacional.
Hasta entonces, la competencia para los distintos sectores de la movilidad humana estaba asignada a diversas oficinas junto a las Congregaciones Romanas. En la segunda mitad del siglo XIX, era la Congregación de Propaganda Fide (hoy, Congregación para la Evangelización de los Pueblos), en adelante "el movimiento". Más tarde, especialmente por influencia del Obispo Beato Juan Bautista Scalabrini, fue creada la Oficina de Sanación Espiritual de los Inmigrantes, junto a la Congregación Consistorial. Después de la Segunda Guerra Mundial, en 1952, fue instituido por el Papa Pío XII el "Consejo Superior para las migraciones" junto a la misma Congregación, ahora denominada Congregación para los Obispos.
En el mismo año, y siempre junto al mismo dicasterio se creó la Obra del Apostolatus Maris a favor de los navegantes marítimos. En 1958 el mismo Pío XII confió a tal Congregación la tarea de brindar a asistencia espiritual a los fieles con encargos específicos o actividades a bordo de los aviones, así como de los pasajeros que viajan con tales medios de transporte; a estas instituciones se les dio el nombre de Obra del Apostolatus Coeli et Aëris.
En 1965 fue Pablo VI quien fundó, siempre junto a la Congregación Consistorial, el Secretariado Internacional para la dirección de la Obra del Apostolatus Nomadum, en el intento de llevar consuelo espiritual a una población sin vivienda fija y también para aquellos hombres que viven en condiciones similares.
En 1967 a la Sagrada Congregación para el Clero se le concedió una oficina que debía garantizar la asistencia religiosa para todas aquellas personas que se encontrasen en el ámbito del fenómeno turístico. Pero con el Motu Próprio Apostolicae Caritatis las competencias para los diversos Sectores de la movilidad humana convergieron en la Pontificia Commissio de Spirituali Migratorum atque Itinerantium cura, que fue subordinada a la Congregación para los Obispos. Tal situación terminó con la Constituición Apostólica Pastor Bonus, del 28 de junio de 1988, que también cambió su nombre.
Fue suprimido el 1 de enero de 2017 y sus competencias fueron asumidas por el Dicasterio para el Servicio del Desarrollo Humano Integral.

## Atribuciones
Las categorías de personas que, por motivo de sus condiciones de vida, no pueden disfrutar del ministerio ordinario de los párrocos o están privadas de cualquier asistencia, son por lo tanto los migrantes, los exilados, los prófugos y los refugiados, los pescadores y los marineros, los que trabajan en los transportes aéreos, los nómadas, las personas del circo y de los parques de diversiones, los que realizan viajes por motivos de misericordia, de estudio o de diversión, los que trabajan con los transportes terrestres y otras categorías semejantes.
El Pontificio Consejo, "un instrumento en las manos del Papa", dirige la solicitud pastoral de la Iglesia a las necesidades particulares de las personas que se han visto obligadas a abandonar su patria o no la tienen; igualmente, pretende seguir con la debida atención las cuestiones relacionadas en esta materia.
Esto pruemove, por lo tanto, el cuidado pastoral de las personas involucradas en la movilidad humana: proporcionando que las Iglesias locales ofrezcan una eficaz y apropiada asistencia espiritual, también si es necesario mediante adecuadas estructuras pastorales; ejercitando la alta dirección de la Obra del Apostolado del Mar; siguiendo detenidamente los problemas relacionados con la movilidad humana; esforzándose para que el pueblo cristiano adquiera conciencia de las necesidades de las personas implicadas en la movilidad humana, especialmente cuando se celebre el Día Mundial de los Migrantes y los Refugiados; haciendo que el pueblo cristiano manifieste eficazmente su solidaridad en las confrontaciones de las personas en movimiento por las formas en que el mundo se relaciona, a fin de que los viajes hechos por motivos de piedad, de estudio o de diversión contribuyan a la formación moral y religiosa de los fieles.
Además, el Consejo tiene por objeto sustentar, de manera regular y directa, a la Comisión Católica Internacional para las Migraciones, apoyando los objetivos y las iniciativas, participando en los encuentros de Dirección, promoviendo una activa cooperación con este Comité y entre esa y los otros organismos que se interesan por los migrantes y refugiados.

## Presidentes
|             | Nombre                           | Período     | Notas              |
| Presidentes | Presidentes                      | Presidentes | Presidentes        |
| ----------- | -------------------------------- | ----------- | ------------------ |
| 5º          | Antonio Maria Cardenal Vegliò    | 2009-       | 2017               |
| 4º          | Renato Raffaele Cardenal Martino | 2006-2009   |                    |
| 3º          | Stephen Fumio Cardenal Hamao     | 1998-2006   |                    |
| 2º          | Giovanni Cardenal Cheli          | 1986-1998   | presidente emérito |
| 1º          | Emanuele Clarizio                | 1870-1886   |                    |